# 2AM (기업)
2AM은 2021년 크리스틴 드수자 젤브, 데이비드 히노호사, 케빈 로우가 설립한 미국의 독립 영화 제작 및 매니지먼트 회사이다. 공포의 파티 (2022년), 《더 스털링 걸》 (2023년), 패스트 라이브즈 (2023년) 등의 영화 제작으로 가장 잘 알려져 있다.

## 역사
2021년 2월, 크리스틴 드수자 젤브, 데이비드 히노호사, 케빈 로우는 A24의 재정적 지원을 받아 제작 및 매니지먼트 회사인 2AM을 설립했다. 첫 번째 영화인 할리나 레인 감독의 공포의 파티는 2022년 8월에 개봉되었다.
매니지먼트 측면에서, 레인, A.V. 로크웰, 재니카 브라보, 제레미 오 해리스, 미즈노 소노야, 엘레강스 브랫턴, 로렐 파멧, 맷 스파이서, 아담 베사 등을 대리한다.

## 필모그래피

### 2020년대
| 개봉일           | 제목             | 비고                                                                                        |
| ---------------- | ---------------- | ------------------------------------------------------------------------------------------- |
| 2022년 8월 5일   | 공포의 파티      | A24 배급                                                                                    |
| 2023년 5월 12일  | 《더 스털링 걸》 | 핑키 프라미스와 공동 제작; 블리커 스트리트 배급                                             |
| 2023년 6월 2일   | 패스트 라이브즈  | 킬러 필름스 및 CJ ENM과 공동 제작; A24 배급                                                 |
| 2024년 9월 6일   | 《프런트 룸》    | Two & Two Pictures와 공동 제작; A24 배급                                                    |
| 2024년 9월 20일  | 《옴니 루프》    | 킬러 필름스와 공동 제작; 매그놀리아 픽처스 배급                                             |
| 2024년 12월 25일 | 베이비걸         | A24 배급                                                                                    |
| 2025년 1월 31일  | 러브 미          | ShivHans Pictures 및 AgX와 공동 제작; 블리커 스트리트 및 ShivHans Pictures 배급             |
| 2025년 6월 13일  | 머티리얼리스트   | 킬러 필름스와 공동 제작; 미국에서는 A24, 일부 해외 지역에서는 소니 픽처스 엔터테인먼트 배급 |

### 예정
| 개봉일 | 제목                 | 비고                            |
| ------ | -------------------- | ------------------------------- |
| 미정   | 《애프터 디스 데스》 | Kindred Spirit와 공동 제작      |
| 미정   | 《더 모먼트》        | Studio365와 공동 제작; A24 배급 |